# Mazon
Mazon és una població dels Estats Units a l'estat d'Illinois. Segons el cens del 2000 tenia 904 habitants.

## Demografia
Segons el cens del 2000, Mazon tenia 904 habitants, 344 habitatges, i 265 famílies. La densitat de població era de 581,7 habitants/km².
Dels 344 habitatges en un 38,1% hi vivien nens de menys de 18 anys, en un 62,5% hi vivien parelles casades, en un 10,2% dones solteres, i en un 22,7% no eren unitats familiars. En el 18,3% dels habitatges hi vivien persones soles el 9% de les quals corresponia a persones de 65 anys o més que vivien soles. El nombre mitjà de persones vivint en cada habitatge era de 2,63 i el nombre mitjà de persones que vivien en cada família era de 2,99.
Per edats la població es repartia de la següent manera: un 26,7% tenia menys de 18 anys, un 9,1% entre 18 i 24, un 28,7% entre 25 i 44, un 22% de 45 a 60 i un 13,6% 65 anys o més.
L'edat mediana era de 36 anys. Per cada 100 dones de 18 o més anys hi havia 95 homes.
La renda mediana per habitatge era de 55.250 $ i la renda mediana per família de 61.118 $. Els homes tenien una renda mediana de 41.250 $ mentre que les dones 22.500 $. La renda per capita de la població era de 21.890 $. Aproximadament el 3,3% de les famílies i el 3,4% de la població estaven per davall del llindar de pobresa.

## Poblacions més properes
El següent diagrama mostra les poblacions més properes.